# Macropodus
Macropodus Lacepède, 1801 è un genere di pesci d'acqua dolce della famiglia Osphronemidae, sottofamiglia Macropodusinae.

## Distribuzione
Provengono dai torrenti dell'Asia.

## Descrizione
La specie di dimensioni maggiori è Macropodus opercularis che raggiunge i 6,7 cm.

## Tassonomia
Al genere appartengono 9 specie:
- Macropodus baviensis
- Macropodus erythropterus
- Macropodus hongkongensis
- Macropodus lineatus
- Macropodus ocellatus
- Macropodus oligolepis
- Macropodus opercularis
- Macropodus phongnhaensis
- Macropodus spechti